# Hudson (New Hampshire)
Hudson ist eine Town in Hillsborough County, New Hampshire, USA. Im Jahr 2020 hatte sie 25.394 Einwohner.

## Lage
Hudson liegt als Stadt östlich von Nashua. Die westliche Gebietsgrenze bildet der Merrimack River. Über Nashua ist Hudson an den Interstate 293 angeschlossen. Boston liegt etwa 50 Kilometer südöstlich von Hudson. Die höchste Erhebung ist Bush Hill mit 152 m. Als Erholungsgebiete dienen die Seen Robinson Pond und Otternic Pond. Im Benson Park bestand auch ein kleiner zoologischer Garten, der geschlossen ist. Der Park ist ebenfalls als Naherholungsgebiet ausgewiesen.

## Geschichte
Die Siedlung wurde 1673 eigenständig und trug den Namen Nottingham. 1732 wurde die Ortschaft Teil von Massachusetts. Als die Nordgrenze von Massachusetts festgelegt wurde, bekam die Siedlung den Namen Nottingham West. Um die Verwechselung mit der Siedlung Nottingham im Rockingham County zu vermeiden, wurde der Ort schließlich 1830 in Hudson umbenannt.
Die heutige Siedlung lässt nicht mehr erkennen, dass sie ursprünglich aus zwei Siedlungseinheiten, Hudson Center und Hudson Village, entstanden ist.
Von 1848 bis 1935 war Hudson über die Bahnstrecke Worcester–Rochester sowie von 1900 bis 1932 ferner über die Hudson, Pelham and Salem Street Railway an das Eisenbahnnetz angebunden.

## Persönlichkeiten
- Jason Brennan (* 1979), Philosoph und Hochschullehrer#

## Galerie

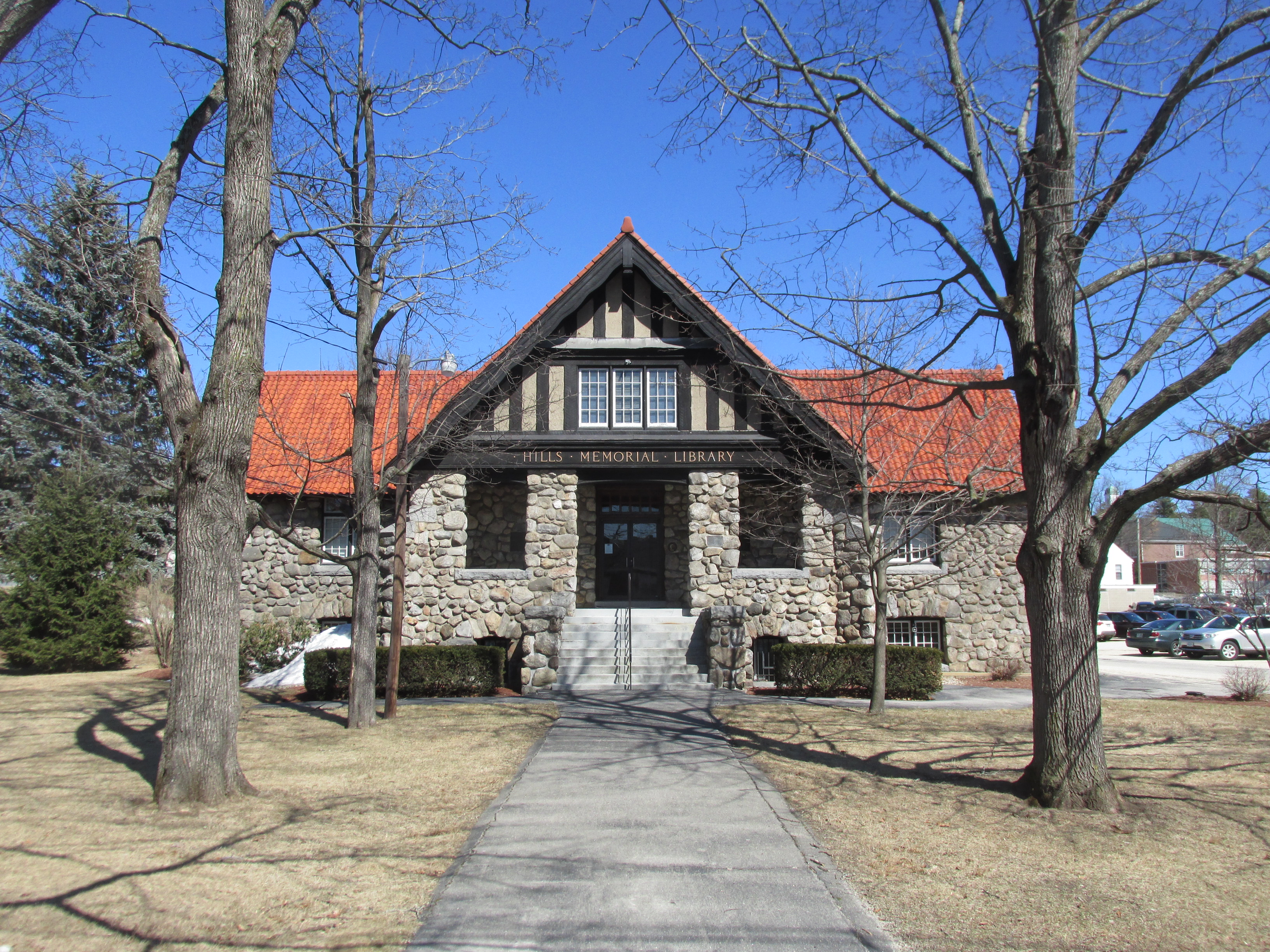
Hills Memorial Library
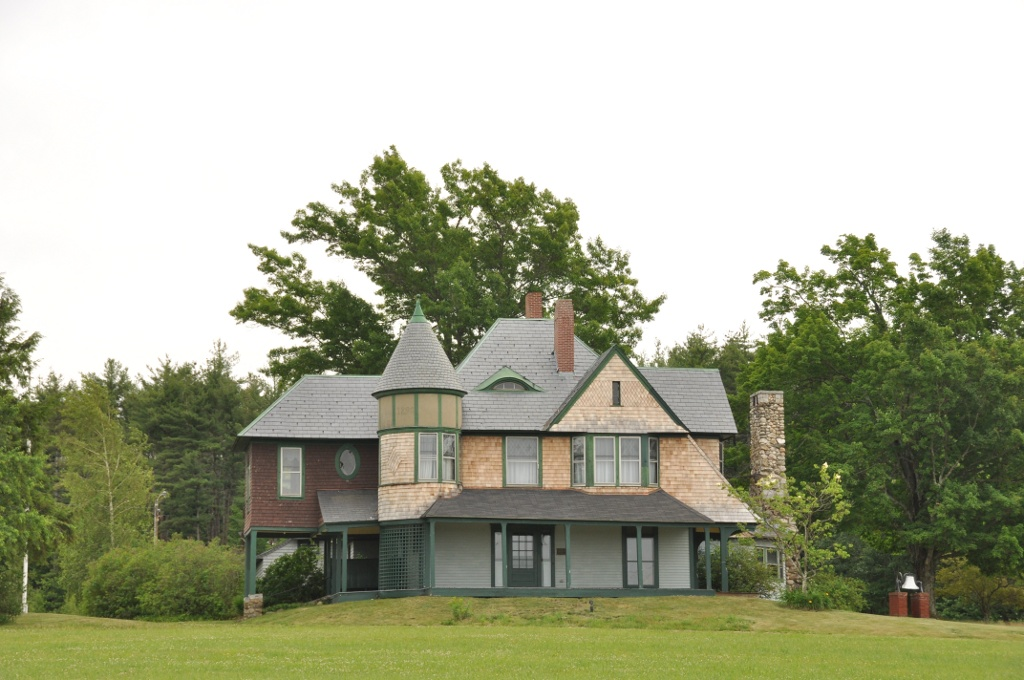
Hills House
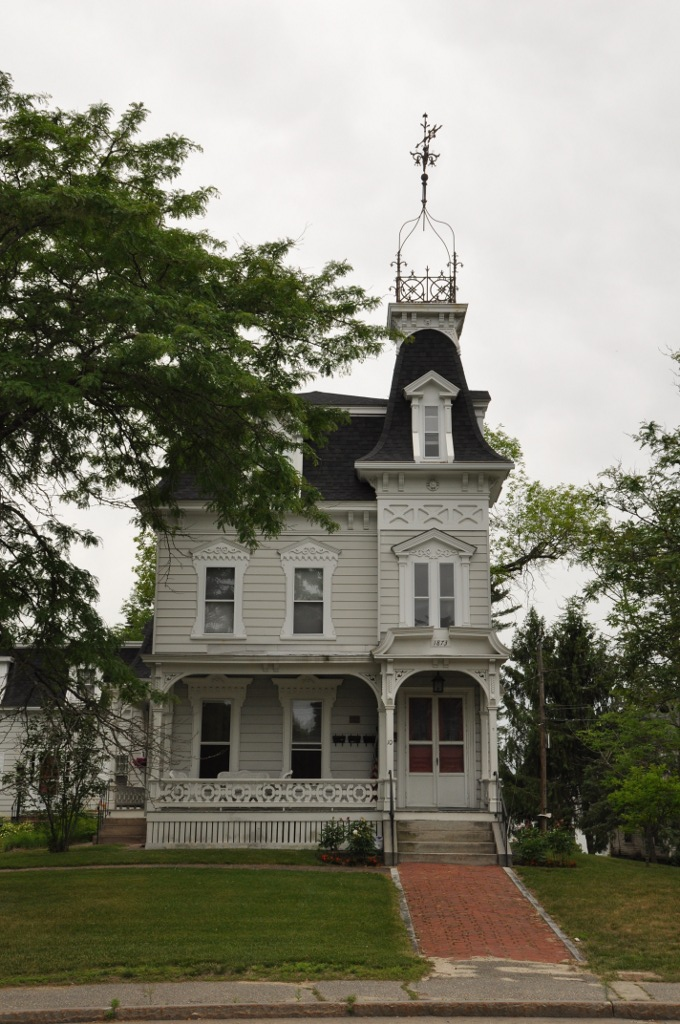
G. O. Sanders House